# Île Moucha
Pour les articles homonymes, voir île et Moucha.
L'île Moucha est une petite île semi-désertique de la république de Djibouti à l'entrée du golfe de Tadjourah, à une quinzaine de kilomètres au large de la ville de Djibouti.

## Description
L'île possède une mangrove de palétuviers et est principalement connue pour la beauté de ses fonds sous-marins et comme  site de plongée. Quelques petits îlots et l'île de Maskali se trouvent à proximité de Moucha,  l'ensemble étant quelquefois nommé "îles Moucha". Ils constituent la partie émergée d'un récif corallien.

## Histoire
En août 1840, la conclusion d'un traité d'amitié et de commerce entre le sultan Mohammed bin Mohammed de Tadjoura et le capitaine de frégate Robert Moresby de la Indian Navy est suivi de la vente de l'île Moucha à la Grande-Bretagne, officiellement pour dix sacs de riz. La vente n'est toutefois suivi d'aucune occupation. En 1887, la Grande-Bretagne cède la souveraineté de l'île à la France en même temps qu'elle reconnaît la zone d'influence française dans le golfe de Tadjoura, en échange de l'abandon par la France de tout droit sur Zeila et les îles avoisinantes.
En 1900, un lazaret y est construit pour accueillir les personnes placées en quarantaine sanitaire, mais il n'est finalement pas utilisé faute de personnel médical disponible.
Les îles Moucha sont utilisées en 1914 par Henry de Monfreid comme cache d'armes qu'il essaye de vendre en contrebande. Après que le dépôt a été découvert, un « détachement de gardes indigènes » est installé sur l'île , dont l'accès est  interdit. Ce poste de surveillance est supprimé en mai 1915.

## Photos

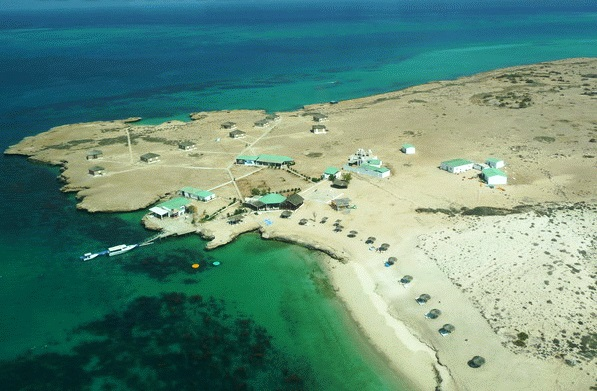
Vue aérienne
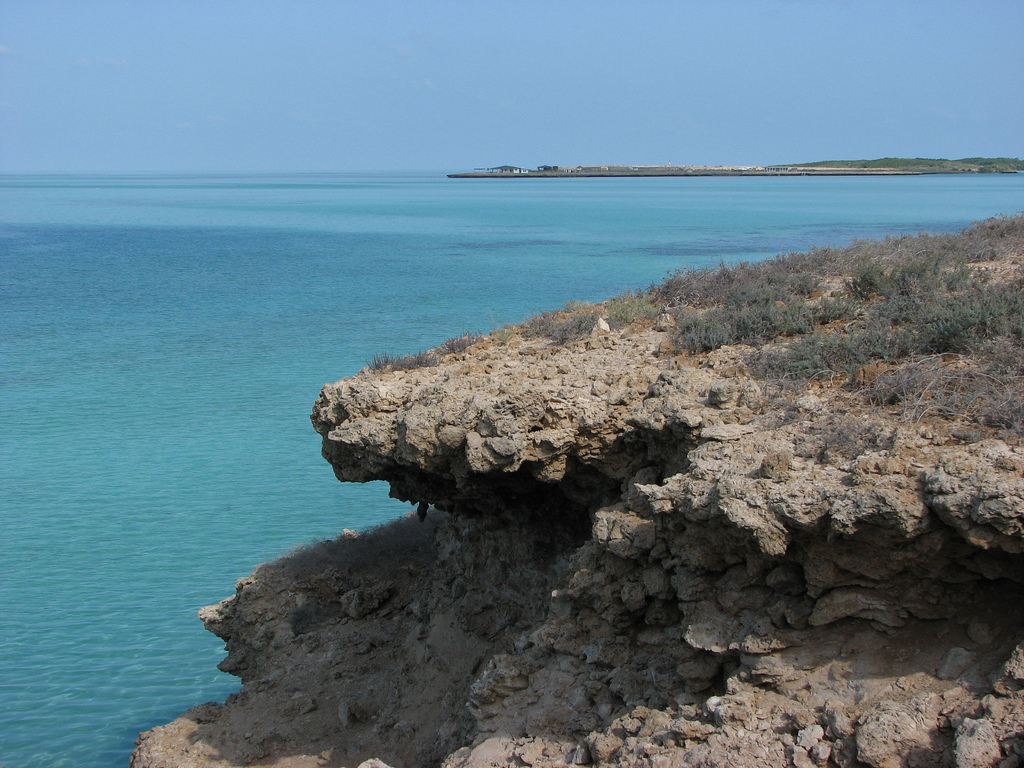
Côte rocheuse
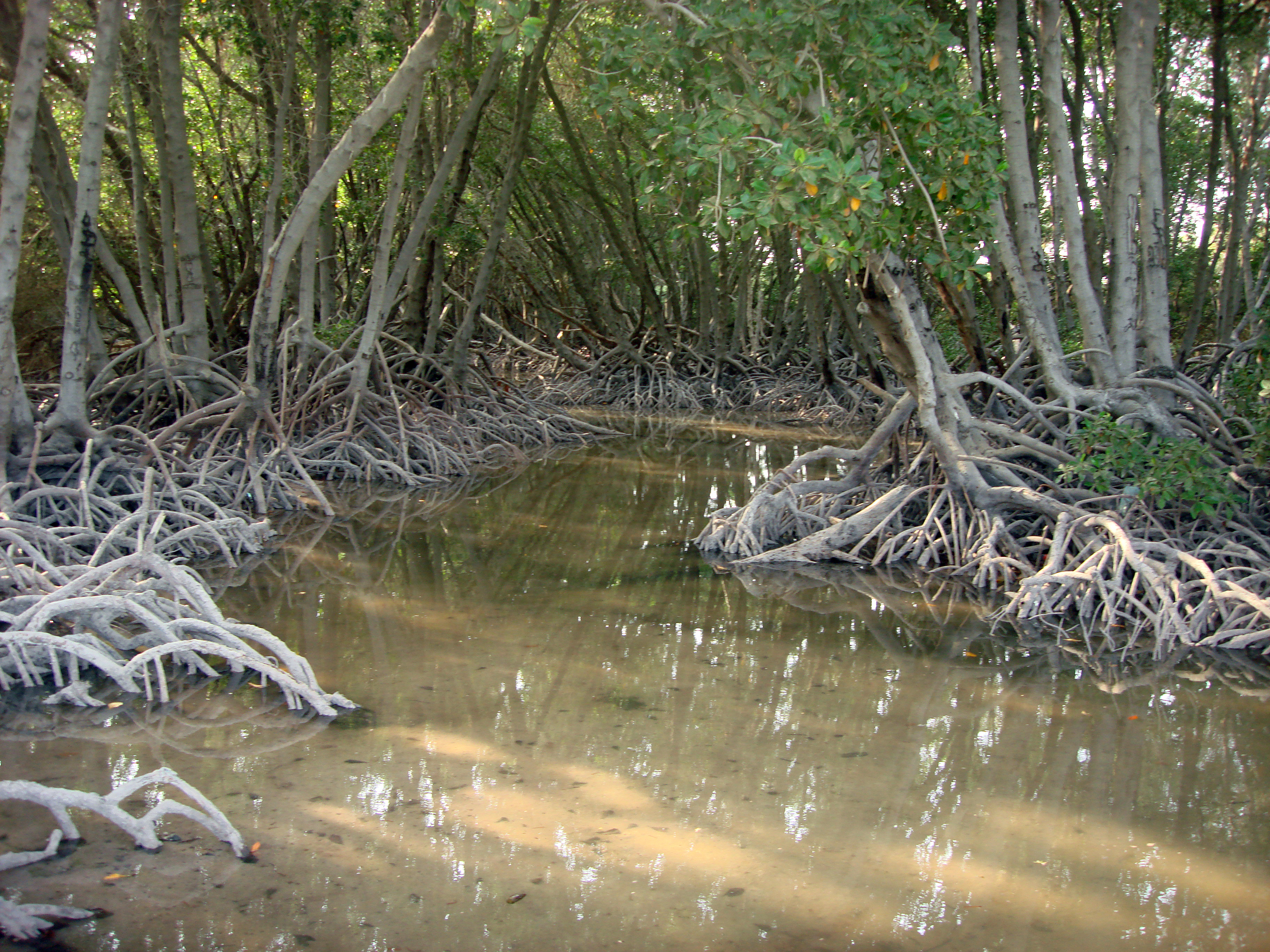
Mangrove
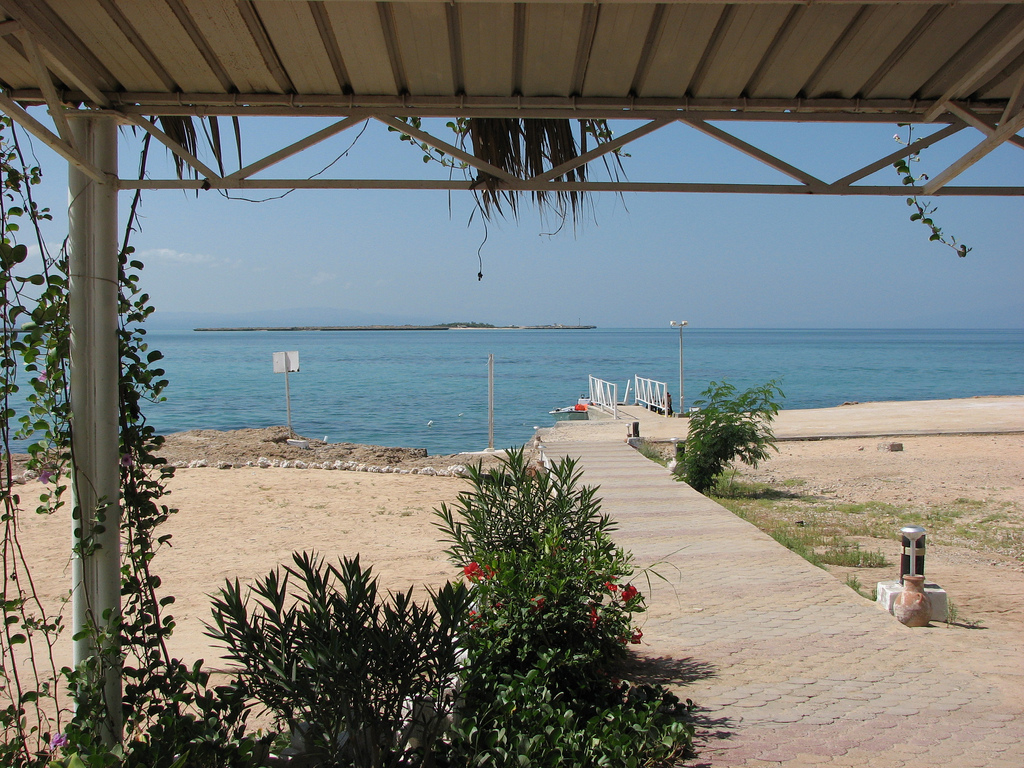
Plage
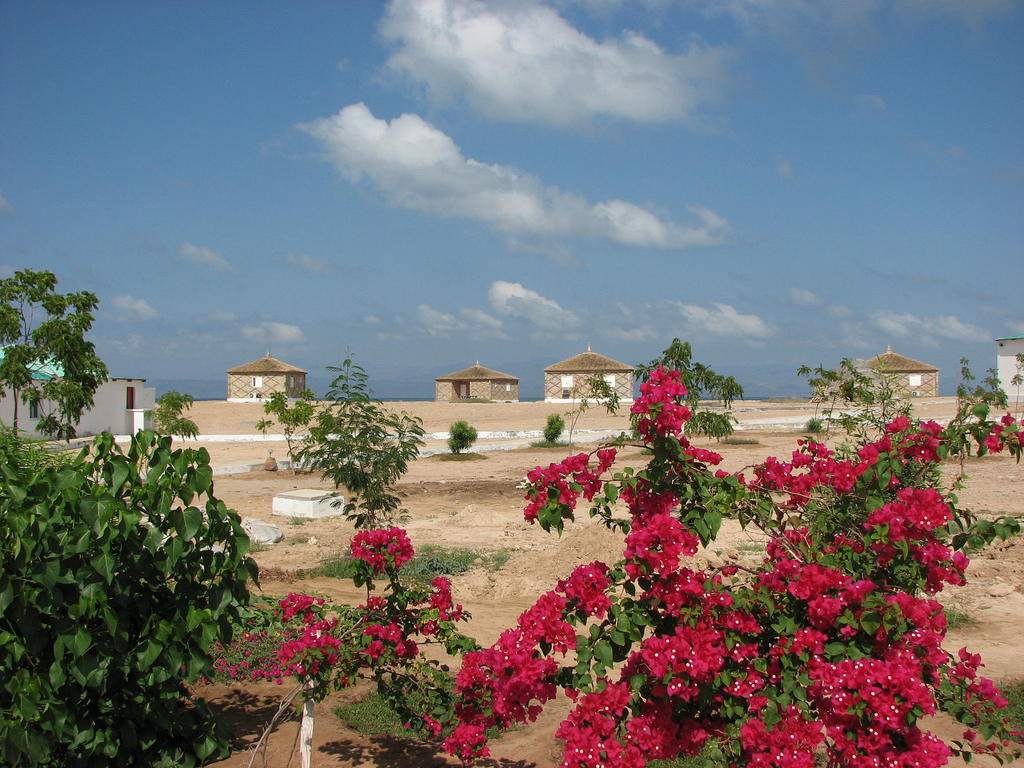
Bungalows

## Tourisme
En avril 2008, le président Guelleh a annoncé le projet de louer l'île à des investisseurs chinois qui prévoient d'y construire un hôtel de luxe et un casino.
Le week-end, les habitants de Djibouti viennent sur l'ile, attirés par les plages de sable fin et les récifs de corail qui sont parfaitement préservés, abritant des milliers de poissons.

## Transports
- Aéroport de Moucha

## À noter
- L'Île Moucha semble avoir été prise comme modèle par le Lieutenant X dans son roman Langelot fait le singe (1974), dans lequel il évoque l'île fictive de Bab-el-Salem, située comme l'île Moucha à une heure de trajet de boutre de Djibouti.